# William Douglas of Douglas († 1298)

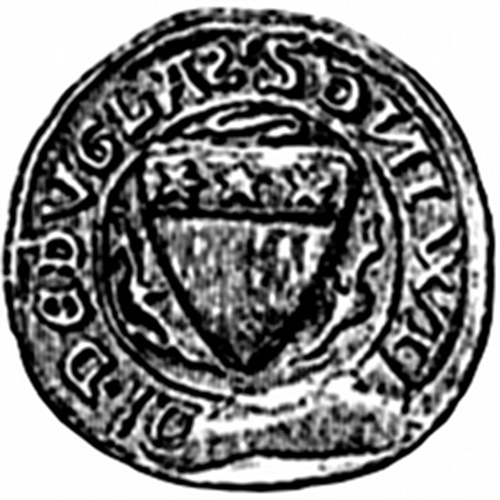
Siegel von William Douglas

Wappen von William Douglas of Douglas

Sir William Douglas of that Ilk (auch William Douglas, Lord of Douglas oder William Douglas le Hardi) (* vor 1256; † 9. November 1298 in London) war ein schottischer Adliger und Militär.

## Herkunft
William Douglas entstammte der Familie Douglas, von der seit dem 12. Jahrhundert Angehörige als Kronvasallen Besitzungen in Schottland besaßen. Er war vermutlich der zweite, doch älteste überlebende Sohn von William „Longleg“ Douglas († zwischen 1270 und 1274). 1256 war er noch minderjährig. Seinen Beinamen le Hardi (deutsch der Harte) erhielt er vor 1267, als er trotz mehrerer Verwundungen Douglas Castle, die Burg seines Vaters tapfer verteidigte. Nach dem Tod seines Vaters vor 1274 und seines älteren Bruders Hugh hatte er spätestens im Januar 1289 die feudale Baronie Douglas sowie das Gut Fawdon im nordenglischen Northumberland geerbt. Um 1288 wurde er zum Ritter geschlagen.

## Übergriffe als Lord of Douglas
Douglas war ein rauer und rücksichtsloser Mann, der aber aus einem alten und einflussreichen Adelsgeschlecht stammte. 1288 entführte er in Tranent in Haddingtonshire Eleanor de Lorain, die Witwe des englischen Adligen William Ferrers, und heiratete sie. Sie war nach Schottland gereist, um ihren Erbanteil am Qunicy-Erbe in Galloway einzufordern. Für diese widerrechtliche Heirat wurde er 1290 vom englischen König Eduard I. im südenglischen Leeds Castle inhaftiert. Am 18. Februar 1291 wurde er zu einer Strafzahlung von £ 100 verurteilt. In Schottland war zu dieser Zeit die Thronfolge offen. Auf Bitten der schottischen Magnaten sollte der englische König über die Rechtmäßigkeit der Anwärter auf den schottischen Thron entscheiden. Eduard I. entschied, dass unter seinem Vorsitz über 100 Vertreter an den Verhandlungen teilnehmen sollten. Douglas gehörte offenbar nicht zu diesen Vertretern, was darauf schließen lässt, dass er nicht zu den schottischen Adligen gehörte, die am 5. Juli 1291 dem englischen König als Oberherrn die Treue geschworen hatten. Als drei Beauftragte des Thronanwärters John Balliol bei ihm in Douglas Castle erschienen, ließ er sie in den Kerker werfen. Einen ließ er enthaupten, der zweite starb im Kerker, während er den dritten schließlich frei ließ. Dieser klagte Douglas vor Balliol an, der inzwischen von Eduard I. zum König der Schotten bestimmt worden war. Dazu klagte um 1292 seine eigene Mutter gegen ihn, da er ihr das ihr zustehende Wittum vorenthielt. Neben den ihr zustehenden Ländereien beanspruchte sie eine Entschädigung in Höhe von 140 Merks für entgangene Einkünfte zahlen. Douglas ließ die Beauftragten des Richters von Lanark ergreifen und hielt sie eine Nacht in der Burg fest. Er versprach sie freizulassen, doch dies verzögerte er um einen weiteren Tag. Als Entschuldigung gab er an, dass er die Zeit benötigte, um das Geld zu beschaffen. Douglas sollte sich für seine Vergehen im Februar 1293 vor dem schottischen Parlament verantworten, doch er erschien nicht und wurde in Abwesenheit verurteilt. Im August 1293 erschien er aber vor dem Parlament, um sich zu verteidigen. Zu welcher Strafe Douglas verurteilt wurde, ist jedoch nicht bekannt.

## Militär während des Schottischen Unabhängigkeitskriegs
Der Staatsrat, der 1295 faktisch die Macht von König John Balliol übernahm, ernannte Douglas trotz seiner Vergehen zum Kommandanten von Berwick Castle. Als es 1296 zum Krieg mit England kam, eroberte die Armee des englischen Königs Eduard I. am 30. März nach kurzer Belagerung Berwick. Daraufhin ergab sich auch Douglas und die etwa 200 Mann starke Besatzung der Burg. Den Soldaten wurde freier Abzug gewährt, doch Douglas musste bis zum Ende des Feldzugs den König in mildem Arrest begleiten. Der englische König konnte Schottland rasch besiegen, und Douglas leistete ihm als einer der ersten schottischen Magnaten am 10. Juni 1296 den Treueid. Daraufhin erhielt er am 28. August seine Besitzungen zurück. Am 24. Mai 1297 erhielt er die Aufforderung, den Anweisungen der Beauftragten des englischen Königs zu folgen. Eduard I. plante zweifellos, ihn zu seinem Heer einzuberufen, mit dem er im Krieg gegen Frankreich einen Feldzug nach Flandern führen wollte. Douglas wechselte daraufhin vor Ende Mai 1297 die Seiten und schloss sich der Rebellion von William Wallace an. Zusammen mit Wallace griff er den von Eduard I. eingesetzten Justiciar William Ormsby in Scone an, der nur knapp entkommen konnte. Der auf englischer Seite stehende Robert Bruce, Earl of Carrick plünderte daraufhin Douglasdale und nahm die Familie von Douglas gefangen. Wenig später wechselte jedoch auch er die Seiten und rebellierte zusammen mit James Stewart, einem Schwager von Douglas, gegen den englischen König. Wohl um seine Familie zu retten, schloss sich Douglas ihnen an. Bereits am 7. Juli 1297 mussten sie sich aber in Irvine einer englischen Armee unter Henry Percy und Robert Clifford ergeben. Seine Verbündeten Stewart und Carrick lieferten Douglas den Engländern aus und gaben ihm die Verantwortung für die Rebellion. Douglas wurde in Berwick Castle eingekerkert. Trotz der ihm angelegten Ketten gebärdete er sich wild und ausfallend, so dass seine Aufseher den König baten, ihn unter keinen Umständen zu begnadigen und wieder freizulassen. Nach der englischen Niederlage in der Schlacht von Stirling Bridge wurde Douglas im September nach Süden gebracht. Ab dem 13. Oktober 1297 wurde er, begleitet von einem Diener, im Tower of London gefangen gehalten. Für seinen Lebensunterhalt standen ihm vier Pence täglich zur Verfügung, doch vermutlich noch zu seinen Lebzeiten vergab Eduard I. seinen Besitz an Sir Robert Clifford. Douglas starb in Gefangenschaft im Tower, doch die Angabe von Barbour, dass er vergiftet wurde, gilt als unwahrscheinlich.

## Ehen und Nachkommen
Douglas war zweimal verheiratet. In erster Ehe hatte er Elizabeth geheiratet, eine Tochter von Alexander of Dundonald. Mit ihr hatte er einen Sohn:
- Sir James Douglas (1286–1330)

Mit seiner zweiten Frau, Eleanor, hatte Douglas zwei weitere Söhne:
- Hugh Douglas (1294–1347)
- Sir Archibald Douglas († 1333)

Sein ältester Sohn James wurde einer der loyalsten Unterstützer von Robert Bruce, als dieser sich 1306 zum schottischen König erhob. Er eroberte die Güter seines Vaters zurück und wurde Stammvater der Linie der Black Douglas und der Earls of Douglas. Sein dritter Sohn Archibald wurde zum Stammvater der Red Douglas, der roten Linie der Douglas.